# Traťový oddíl
Výraz traťový oddíl má více významů: 
- z hlediska provozních předpisů o organizaci jízdy vlaků se tak podle předpisu SŽ D1 ČÁST PRVNÍ označuje prostorový oddíl, ohraničený alespoň z jedné strany oddílovým návěstidlem nebo vjezdovým návěstidlem odbočky.
- z hlediska jízdního řádu se tak označují tratě, trať nebo úsek trati nebo tratí, který je v informačních materiálech pro cestující označen identifikačním číslem (případně jiným označením) unikátním v rámci národní sítě a pro který je zpracovávána samostatná tabulka traťového jízdního řádu pro cestující. Ten je zpravidla souhrnným jízdním řádem veřejné osobní dopravy projíždějící takovým úsekem a provedením je obdobný linkovému jízdnímu řádu autobusové dopravy. Občas dochází ke změnám ve vymezení traťových oddílů – oddíly, mezi nimiž mnoho spojů přejíždí bez přestupu, bývají spojovány, a naopak. 
Traťové oddíly (zjednodušeně často označované slovem trať) v českém železničním jízdním řádu jsou označovány trojcifernými čísly, přičemž hlavní tratě zpravidla mají poslední číslici 0 a vedlejší tratě (traťové oddíly) mají první dvojčíslí shodné s hlavní tratí, k níž mají vztah, a jsou rozlišeny poslední číslicí. Toto označení se vyvinulo z dřívějšího, kdy místo poslední cifry se vedlejší tratě rozlišovaly písmenem malé abecedy, například dnešní trať Benešov u Prahy – Trhový Štěpánov nesla označení 22b a trať Praha–Turnov nesla označení 7.
- spojení může mít i jiné významy označující nějaký úsek trati